# Semiónovka (Nijni Nóvgorod)
|  | Per a altres significats, vegeu «Semiónovka». |

Semiónovka (en rus: Семёновка) és un poble de l'óblast de Nijni Nóvgorod, a Rússia, segons el cens del 2020 tenia 493 habitants, pertany al municipi d'Atxka.